# Funky Mamas and Papas Recordings
Funky Mamas and Papas Recordings – niezależna wytwórnia płytowa, która wyspecjalizowała się w wydawaniu siedmiocalowych płyt winylowych, głównie w gatunku funk. Założycielami wytwórni są Groh (współzałożyciel JuNouMi Records) i Fil. Pierwsza płyta ukazała się na europejskim rynku 29 kwietnia 2008.
Z wytwórnią współpracują artyści z Polski i zagranicy. Wrocławski duet producencki Przaśnik, warszawski kolektyw Break da Funk czy lubelski DJ Papa Zura to najbardziej znani artyści wydający w wytwórni.

## Wydane płyty
Źródło.
- Papa's got a blend new bag – 7” (FMAP 001)
- Papa's got a blend new bag 2 – 7” (FMAP 002)
- Przaśnik – 7” (FMAP 003)
- ZAMALI – 7” (FMAP 004)
- Przaśnik – 7” (FMAP 005)
- Sonar Soul – 7” (FMAP 006)
- Break da funk – 7” (FMAP 007)